# 천호대교
천호대교(千戶大橋)는 서울특별시 광진구 광장동과 강동구 천호동을 잇는 총연장 1,150m의 한강 다리이다. 천호대로 구간에 속해 있으며, 강동지구 개발을 촉진시키기 위해 만들었다. 1936년 개통한 광진교가 폭이 좁고 오래되어 많은 교통량을 수용하지 못할 것에 대비하여 건설된 것이다. 또한 수도권 전철 5호선 하저터널이 광나루역과 천호역 사이에 천호대교 바로 밑을 지나간다.

## 역사

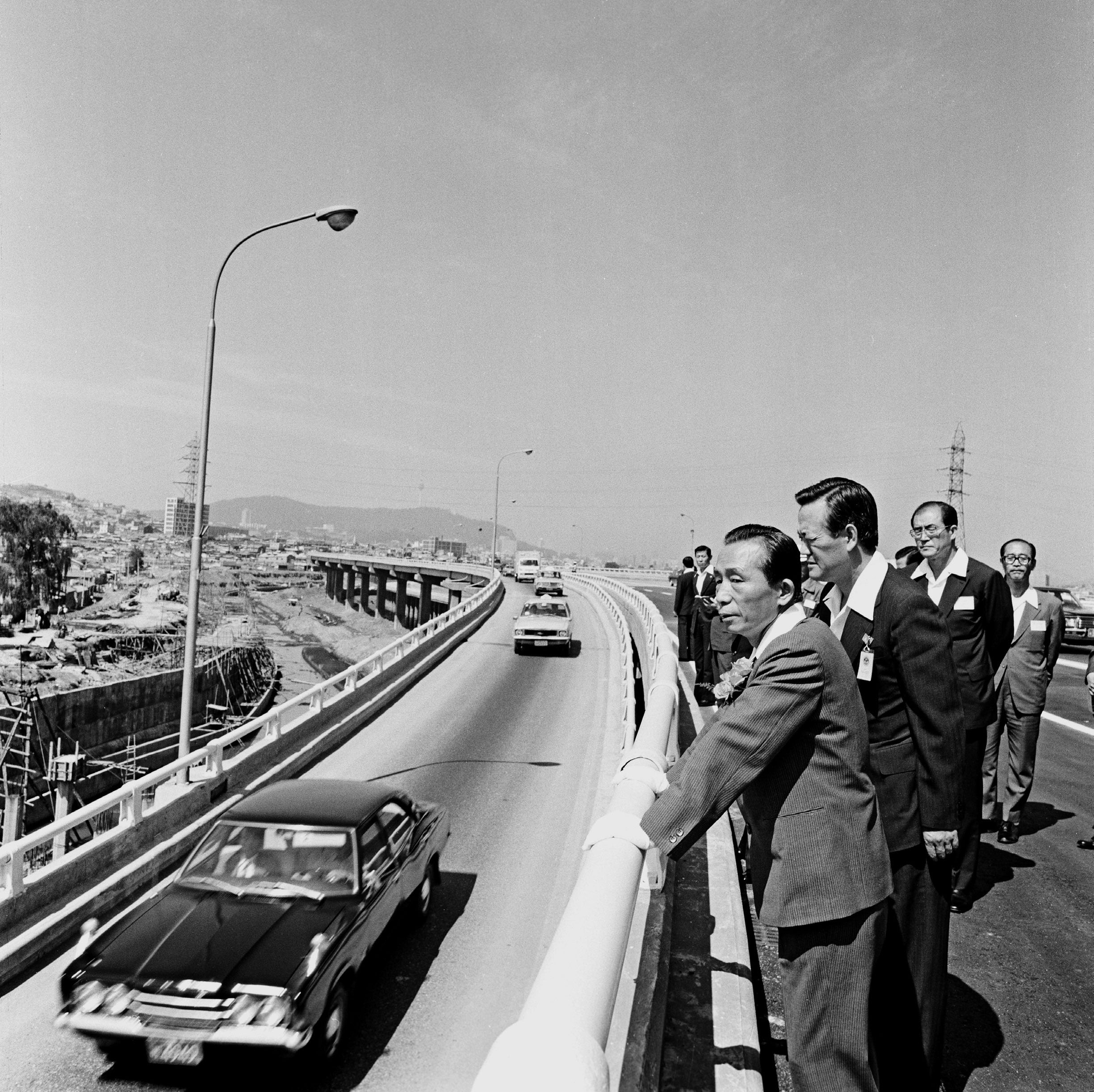
박정희 대통령 천호대교 준공식 참석(1976)

- 1976년 7월 5일: 왕복 6차로 개통
- 2018년 4월 : 왕복 10차로 확장

## 관련 사건
- 천호대교 버스 추락 사고 (1988년)